# 萊昂鎮區 (愛荷華州漢密爾頓縣)
萊昂鎮區（英語：Lyon Township）是位於美國愛荷華州漢密爾頓縣的一個行政鎮區。

## 地方資料
根據2010年美國人口普查的數據，萊昂鎮區的面積為93.85平方千米，當中陸地面積為93.53平方千米，而水域面積為0.32平方千米。當地共有人口1553人，而人口密度為每平方千米16.55人。